# Apolysis seminitens
Apolysis seminitens är en tvåvingeart som beskrevs av Hesse 1975. Apolysis seminitens ingår i släktet Apolysis och familjen svävflugor. Inga underarter finns listade i Catalogue of Life.